# Store Skagastølstind
Lo Store Skagastølstind è la terza montagna più alta della Norvegia dopo il Galdhøpiggen e il Glittertind. Si trova fra i comuni di Årdal e Luster, nella contea di Vestland. Appartiene alla catena del Jotunheimen.
Ai piedi del monte si trova il rifugio Skagastølsbu.